# انتخابات الرئاسة اليونانية 1974
انتخابات الرئاسة اليونانية 1974 هي الانتخابات الرئاسية التي جرت في 18 ديسمبر 1974، لانتخاب رئيس اليونان، فاز بالانتخابات Michail Stasinopoulos ‏.